# Radiolaryt

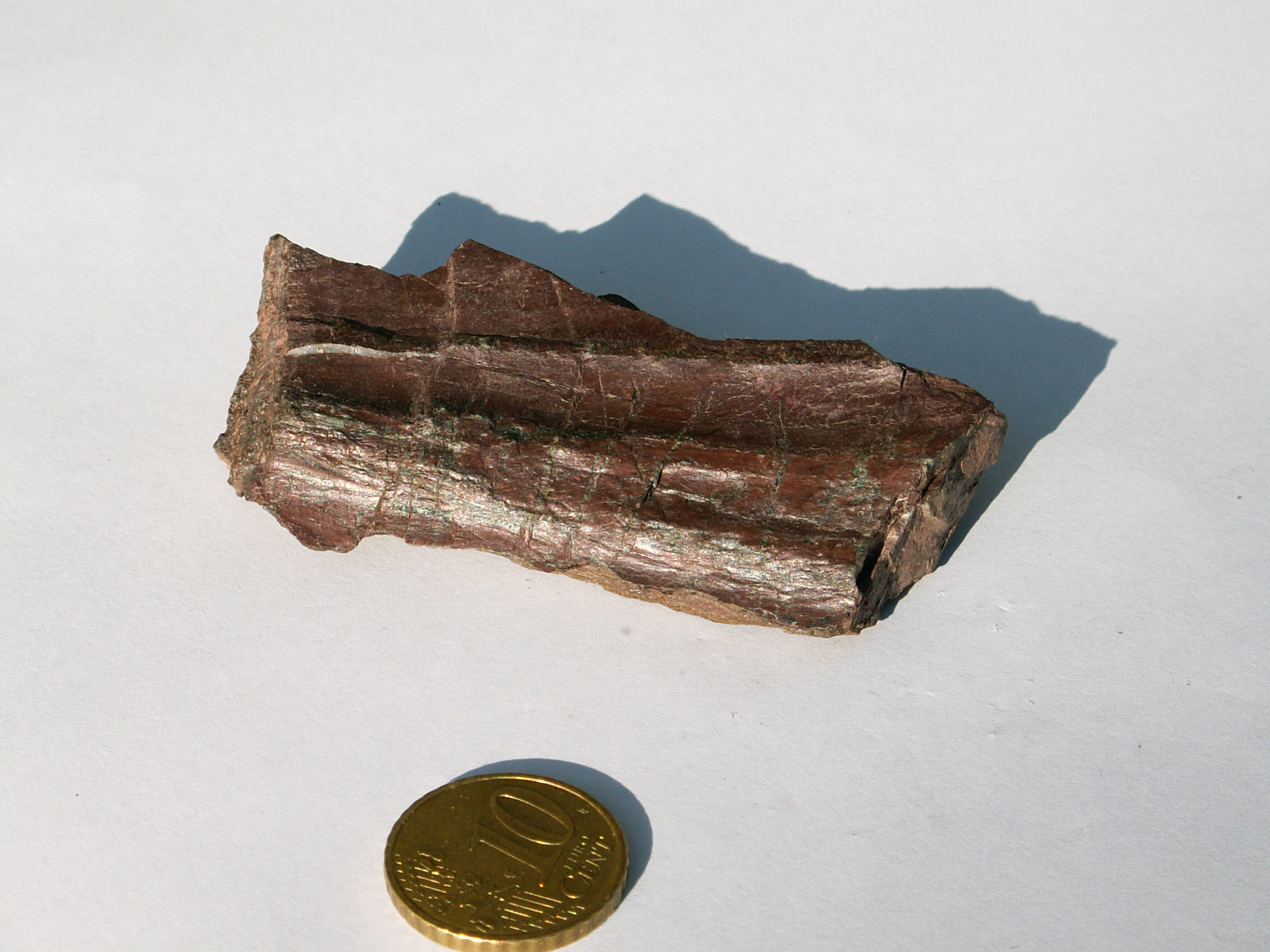
Radiolaryt pochodzący z Alp

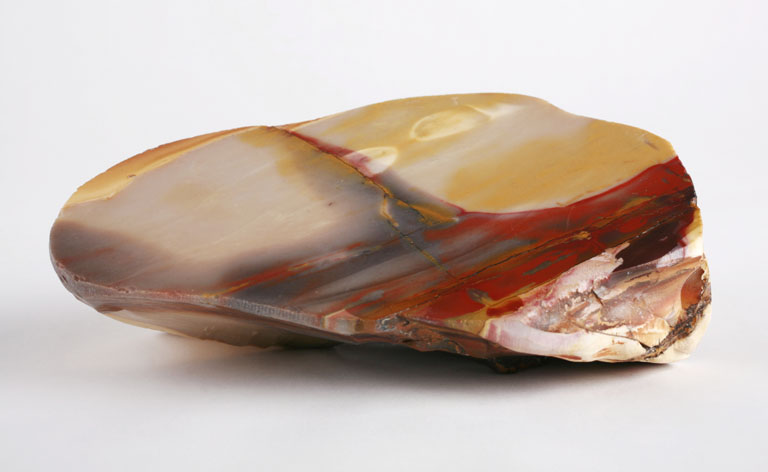
Mokait (ozdobna forma radiolarytu) pochodzący z jednego z australijskich parków narodowych

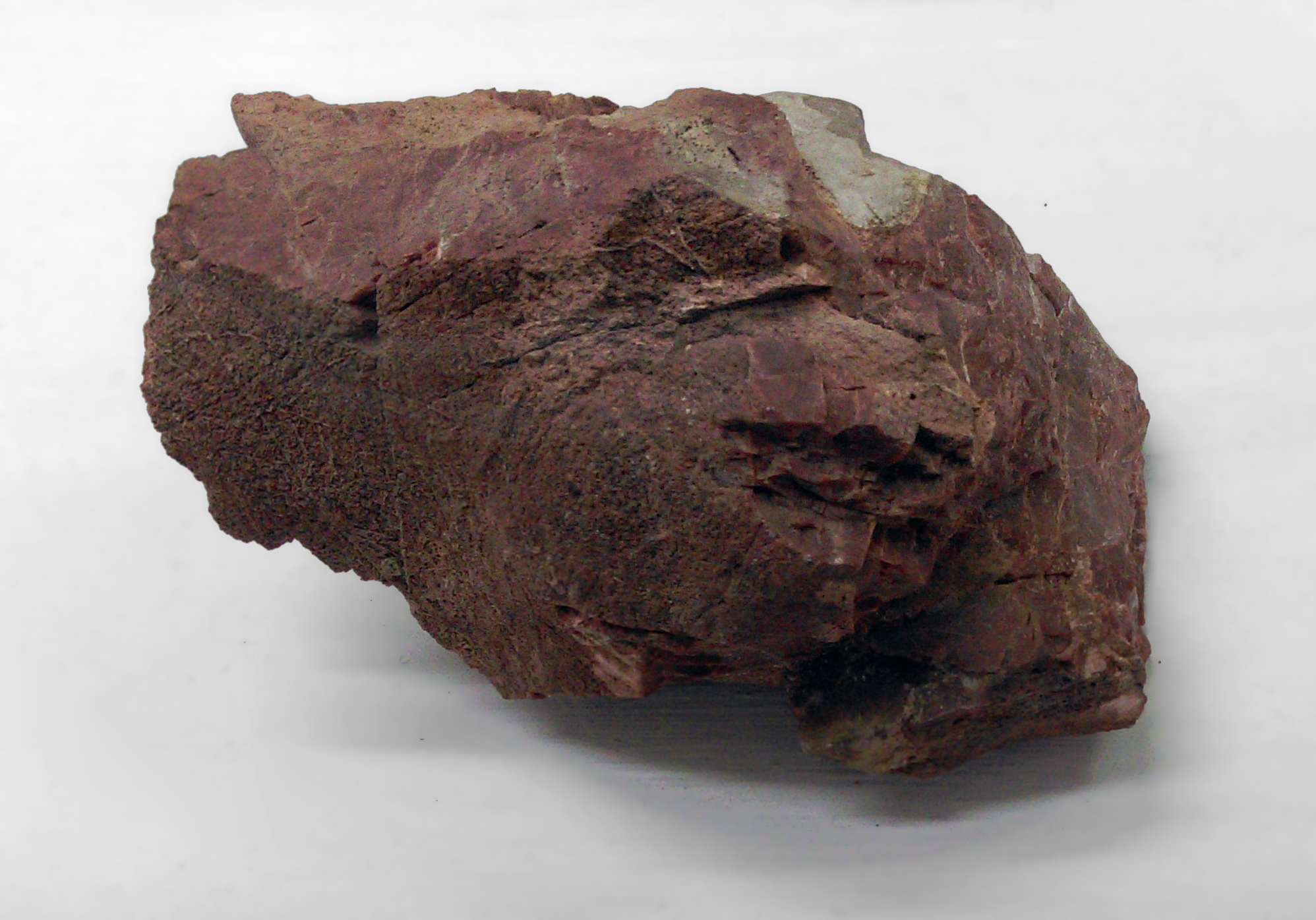
Radiolaryt czerwony (Dolina Długa, Tatry Zachodnie)

Radiolaryt – skała organogeniczna, krzemionkowa. Spotykana jest w barwach czerwonej, zielonej lub czarnej. Jej budowa jest bardzo drobnoziarnista i zwięzła, przełam muszlowy. Jest to skała o wysokiej twardości. Radiolaryty tworzą się najczęściej w strefach głębokowodnych. Ich powstanie wskazuje, że dno morskie, na którym zachodziła sedymentacja osadu, znajdowało się poniżej lizokliny. W skład wchodzą głównie krzemionkowe skorupki promienic (radiolarii).
W Polsce radiolaryty występują w Sudetach i Pieninach.